# Klaus Siebert
Klaus Siebert   (Schlettau, 29 d'abril de 1955 - Altenberg, 24 d'abril de 2016) fou un biatleta alemany que va competir sota bandera de la República Democràtica Alemanya durant la dècada de 1970.
El 1980 va prendre part en els Jocs Olímpics d'Hivern de Lake Placid, on disputà tres proves del programa de biatló. Fent equip amb Mathias Jung, Frank Ullrich i Eberhard Rösch guanyà la medalla de plata en la cursa del relleu 4x7,5 km, mentre en la de l'esprint fou quart i en la dels 20 quilòmetres quinzè.
En el seu palmarès també destaquen tres medalles d'or i tres de bronze al Campionat del món de biatló i onze títols nacionals.